# Uromys hadrourus
Uromys hadrourus là một loài động vật có vú trong họ Chuột, bộ Gặm nhấm. Loài này được Winter mô tả năm 1984.